# Guillaume-Gabriel Nivers
Guillaume-Gabriel Nivers (* um 1632 in Paris; † 30. November 1714 in Paris) war ein französischer Komponist, Organist und Musiktheoretiker.

## Leben und Wirken
Guillaume-Gabriel Nivers war das jüngste Kind von Antoine Nivers aus der Pariser Gemeinde Saint-Paul und seiner zweiten Frau Geneviève Guignard. Seine musikalische Ausbildung erhielt er bei Jacques Champion de Chambonnières (1601/1611–1672) und eventuell auch bei Henri Du Mont (1610–1684). Er studierte außerdem Theologie am Priesterseminar St. Sulpice. Zwischen den Jahren 1651 und 1653 wurde er zum Titularorganisten (Stelleninhaber) an der Pariser Hauptkirche St-Sulpice ernannt; diese Position behielt er bis zum Jahr 1702. 1661 erhielt er von der Universität von Paris den akademischen Grad eines Maître des arts. Am 21. September 1668 heiratete er Anne Esnault († 1688). Das einzige Kind dieser Ehe, der Sohn Gabriel-Joseph Nivers, wurde Priester im Orden der Lazaristen und verstarb 1691. König Ludwig XIV. ernannte Guillaume-Gabriel Nivers am 19. Juni 1678 als einen von vier Organisten der neu geschaffenen Stellen an der Chapelle Royale (königlichen Kapelle), zusammen mit Nicolas Antoine Lebègue (1631–1702), Jacques Thomelin (um 1635–1693) und Jean-Baptiste Buterne (um 1650–1727). Auf dieser Position wurde Louis Marchand (1669–1732) im Jahr 1708 sein Nachfolger. 1681 wurde er Musikmeister (maître de musique) der Königin als Nachfolger von Henri Du Mont und teilte sich diesen Posten bis zum Tod der Königin im Jahr 1683 mit Paolo Lorenzani (1640–1713).
Nivers bewarb sich im Jahr 1683 um das Amt des Sous-maître de la chapelle royale, allerdings ohne Erfolg, wurde jedoch 1686 Organist und Maître de chant (Gesangslehrer) an der Maison Royale de Saint-Louis in Saint-Cyr-l’École, einer Erziehungsanstalt für die Töchter verarmter Adeliger, ein Stift, das von Ludwig XIV. und Madame de Maintenon (1635–1719) gegründet worden war. Hier wirkte er auch, zusammen mit Jean-Baptiste Moreau (1656–1733), als Cembalist bei den Aufführungen der Theaterstücke Esther und Athalie von Jean Racine (1639–1699) mit. Diese Position ging im Jahr 1704 auf Louis-Nicolas Clérambault (1676–1749) über. Darüber hinaus bewarb sich Nivers im Jahr 1698 um die Stelle des Maître de musique an der Saint-Chapelle, doch schließlich war hier sein Konkurrent Marc-Antoine Charpentier (1634–1704) erfolgreich. Auf der Organistenstelle von Saint-Sulpice wurde Nivers im Jahr 1702 von seinem Neffen Jean-Baptiste Totin abgelöst; auch diese Position ging später auf Clérambault über. Trotz seiner Verpflichtungen am französischen Königshof blieb Nivers der Gemeinde Saint-Sulpice eng verbunden, in deren Nähe (rue Férou) er auch bis zu seinem Tode wohnte. Er hatte hier gute Kontakte zu mehreren Ordensgemeinschaften, insbesondere zu den Religieuses du Saint-Sacrament, in deren Kirche er schließlich beigesetzt wurde. Er hinterließ Grundstücke und eine umfangreiche Bibliothek mit 200.000 Büchern.

## Bedeutung
Nivers gehörte zu den bedeutendsten Organisten seiner Zeit. In der Nachfolge von Louis Couperin (um 1626–1661) schuf er in seinen drei Livres d’orgue normierte Satzmuster mit spezifischen Registrierungs-Anweisungen, welche die Möglichkeiten der aktuellen Instrumente des nationalen französischen Orgelbaus ausschöpften (etwa 100 Stücke im ersten Band, in acht- bis zehnsätzigen Zyklen zusammengefasst); sie gehören zu den frühesten Drucken von Orgelkompositionen in Frankreich seit Jean Titelouze (1563–1633). Zu den erwähnten Satztypen gehören Prélude, Plein jeu, Grand jeux, Fugue grave, Fugue gaye, Duo und die Versetten à deux chœrs, dem späteren Vorbild der Dialogues. Nur die wenig später erschienenen Kompositionen von Lebègue, der sich mehr an den Stil von Jean-Baptiste Lully (1632–1687) anlehnte, haben die Anzahl dieser Satztypen noch erweitert (zum Beispiel Récits en taille). Im zweiten Band befinden sich Orgelmessen mit Sätzen des Meß-Ordinariums und Hymnen nach den Vorschriften des Caeremoniale Parisiense. Die dritte Sammlung enthält funktional freie Sätze, die wieder zyklisch gebündelt sind, stets in der Ordnung der Kirchentonarten. Die von Nivers und Lebègue vorgestellten Satztypen hatten eine stilbildende Wirkung für den konzertanten Stil bis weit ins 18. Jahrhundert hinein (François Couperin, Nicolas de Grigny).
Nachdem Nivers offiziell mit der Vereinheitlichung des Gregorianischen Gesangs in Frankreich beauftragt worden war, enthalten die von ihm veröffentlichten Antiphonarien und Gradualien neben teilweise gekürzten und veränderten traditionellen Gesängen auch einstimmige Gesänge von ihm selbst (Plain-chant musical); diese Ausgaben erlebten zahlreiche Neuauflagen und blieben bis zum Anfang des 19. Jahrhunderts gültig. In seinen mehrstimmigen Werken schuf Nivers vorzugsweise Motetten mit wenigen Stimmen und die typisch französische Motet à voix seule; dieser Typus wandelte sich später unter dem Einfluss des mehr virtuosen italienischen Stils.
Mit seiner Traité  d’accompagnement, erschienen am Schluss der Motets von 1689, eine der ersten theoretischen Schriften dieser Art in Frankreich, hinterließ Nivers ein bedeutsames Werk und außerordentlich nützliche Quelle für die Kenntnis der musikalischen Theorie und Praxis seiner Epoche. Hierzu gehört auch seine Abhandlung Observations sur le toucher et jeu d’orgue im zweiten Band seiner Livres d’orgue (Paris 1667), in der Überlegungen zur Tonartenlehre stehen und spezielle Fragen zur Spielpraxis behandelt werden, wie Fingersatz, Verzierungen, Inegalität und Registrierung. In weiteren theoretischen Schriften, die in seiner Zeit viel beachtet wurden, wandte sich Nivers gegen die Solmisation und befürwortete die Einführung der modernen Tonalität.

## Werke (Auswahl)
Der Erscheinungsort sämtlicher Veröffentlichungen ist Paris.
- Vokalmusik
  - Motets à voix seule, accompagnée de la basse continue et quelques autres motets à deux voix, propres pour les religieuses, avec l’Art d’accompagner sur la basse continue, pour l’orgue et le clavecin, 1689
  - Airs spirituels et arrangements pour la Maison royale Saint-Louis de Saint-Cyr, (enthält Cantique sur la conformité à la volonté de Dieu, Chants de Jephté, Le Temple de la paix, Opéra de la vertu, Opéra de Sceaux)
  - Te Deum (vergleiche Mercure galant, Februar 1687)
- Instrumentalmusik
  - Livre d’orgue contenant cent pièces de tous le tons de l'eglise, 1665 [1667]
  - Deuxième livre d’orgue contenant la messe et les hymnes de l'eglise, 1667
  - Troisième livre d’orgue des huit tons de l’eglise, 1675
  - Livre d’orgue de Marguerite Thierry (enthält Nivers zugeschriebene Kompositionen)
  - Allemande, Courante und Gigue (in Lautentabulatur)
- Liturgische Bücher
  - Passionen und Lamentationen
    - Passiones D.N.J.C. cum lamentationibus Jeremiae Prophetae [Auflagen von 1670 und 1683 verschollen], 1684, 1698, [Passiones und Lamentationes in separaten Drucken:] 1719, 1723, 1741
    - Les Lamentations du prophète Jérémie, 1704

  - Für Gemeinde und Priesterseminar von Saint-Sulpice
    - Gesänge für die Offizien des Priesterseminars von Saint-Sulpice, um 1664, Bibliothek der Compagnie des prêtres de Saint-Sulpice
    - Officia propria Seminarii Sancti Sulpicii, 1668
    - Chants d’église, à l'usage de la paroisse de S. Sulpice, 1707

  - Gesänge der Benediktinerinnen, Augustinerinnen und Franziskanerinnen
    - Graduale romano-monasticum ... in usum monialium [es folgt je nach Ausgabe:] sub regula S.P.N. Benedicti militantium / Ordinis Sancti Augustini / Francisci, 1658, 1671, 1687, 1696, [1734]
    - Antiphonarium monasticum [romanum] ... in usum monialium [es folgt je nach Ausgabe:] Ordinis Sancti Benedicti / Augustini / Francisci, 1671, 1687, 1696, [1736]
    - Le Processionel avec les saluts, 1706, [1736]

  - Für die Maison royale Saint-Louis de Saint-Cyr
    - Les Offices divins à l’usage des dames et demoiselles, 1686
    - Chants et motets à l’usage de l’église et communauté des dames ... mis en ordre et augmenté et quelques motets par Mr Clérambault, 2 Bände, 1733
    - Zu Lebzeiten Nivers' angefertigte Handschriften (auch autographe Graduale) in Archiven von Paris und Yvelines

  - Sonstige liturgische Gesänge
    - Antiphonarium praemonstratense, 1680
    - Graduale praemonstratense, 1680
    - Antiphonarium monasticum ad usum sacri ordinis Cluniacensis, 1693
    - Graduale romanum, juxta missale sacro-sancti Concilii Tridentini, 1697, [1706]
    - Antiphonarium romanum, juxta breviarium sacro-sancti Concilii, 1701, [1723]
    - Processionale romanum, 1723
- Schriften und Lehrwerke
  - Table und Remarques sur les huit tons de l’église. Observations sur le toucher et jeu d’orgue. Dénombrement des jeux ordinaires de l’orgue. In: Livre d’orgue, 1665
  - Méthode facile pour apprendre à chanter la musique, par un maistre celebre de Paris, 1666, [1670, 1682, 1696, 1702] (Zuschreibung)
  - Traité de la composition de musique, 1667, [1712], niederländisch 1697
  - Dissertation sur le chant grégorien, 1683
  - Observations [über die Begleitung, Verzierungen und die Anordnung der Motetten], in: Motets à voix seule, 1689
  - L’Art d’accompagner sur la basse continue pour l’orgue et le clavecin. In: Motets à voix seule, 1689
  - Méthode certaine pour apprendre le plein-chant de l’eglise, 1698, [1699, 1706, 1708, 1711, 1745, 1749]
  - Manière de toucher l’orgue dans toute la propreté et delicatesse qui est en usage aujourdhy à Paris (Zuschreibung)
  - La Musique des enfans, verschollen (Zuschreibung)